# Lan Lăng Vương Phi (phim truyền hình)
Lan Lăng Vương Phi (tiếng Anh: Princess Of Lanling King) được chuyển thể từ cuốn tiểu thuyết mạng cùng tên của Dương Thiên Tử. Phim do Hong Kong Diệp Chiêu Nghi đạo diễn, với sự tham gia của các diễn viên Trương Hàm Vận, Bành Quán Anh, Trần Dịch, Vương Khiết Hy và các diễn viên khác. Nữ diễn viên Vương Khiết Hy đã qua đời năm 2015 vì bệnh ung thư máu, trước khi phim được ra mắt.
Phim được khởi quay vào ngày 8/9/2013 tại phim trường Hoành Điếm, đóng máy vào 8/1/2014 và được tuyên truyền tại LHP Thượng Hải.

## Phát sóng
| Kênh     | Quốc gia   | Ngày bắt đầu phát sóng | Thời gian phát sóng | Chú ý         |
| Mango TV | Trung Quốc | 29 tháng 9 năm 2016    | 20:00               |               |
| Hồ       | Trung Quốc | 13 Tháng 11 2016       | 22:00               | Giờ kim cương |

## Nội dung
Năm 420, Trung Quốc đang trong thời kỳ Nam - Bắc triều, chiến tranh liên miên, dân chúng lầm than không kể siết. Tương truyền "Trấn Hồn Châu xuất hiện, thiên hạ thái bình. Có Ly Thương Kiếm, cơ nghiệp vững bền ngàn năm". Trấn Hồn Châu và Ly Thương Kiếm là 2 món bảo vật để mở Thiên La Địa Cung, lấy Thanh Loan Kính bí mật thống nhất thiên hạ. Người trong thiên hạ ai cũng mong sở hữu được món bảo vật này. Tuy nhiên, chỉ có máu của gia tộc Đoạn Mộc mới có thể tìm thấy Trấn Hồn Châu, mở Thiên La Địa Cung, kích hoạt Thanh Loan Kính.
Đoạn Mộc Liên, hậu nhân duy nhất của gia tộc Đoạn Mộc, lớn lên ở Bắc Tề và là thanh mai trúc mã với Lan Lăng Vương Cao Trường Cung. Tuy nhiên, sư phụ cô (mẹ của Lan Lăng Vương) không tác thành cho cô và Lan Lăng Vương, chỉ muốn lợi dụng cô để tìm Trấn Hồn Châu. Bà bắt cô giả chết, đưa cô đến Bắc Chu, lấy thân phận là Nguyên Thanh Tỏa, cháu gái của phu nhân Đại Tể tướng Vũ Văn Hộ, gả cho Vũ Văn Ung để tìm kiếm tung tích Trấn Hồn Châu trong phủ Đại Tư Không.
Bắc Chu Đại Tư Không Vũ Văn Ung bề ngoài là một kẻ phong lưu, đa tình, không màng chính sự nhưng thực ra những điều đó chỉ để che mắt tể tướng Vũ Văn Hộ. Vũ Văn Ung là một người thông minh tuyệt đỉnh, thâm trầm, khó đoán. Hắn tuy biết dụng ý của Thanh Tỏa nhưng vẫn đồng ý nạp cô làm Trắc thất. Vào đêm tân hôn, đầu Thanh Tỏa bị va đập và mất trí nhớ.
Trên con đường đi tìm lại đoạn kí ức đã bị mất, Thanh Tỏa gặp lại Lan Lăng Vương, được anh nhiều lần cứu giúp. Cô lại một lần nữa đem lòng yêu Lan Lăng Vương, từ bỏ tất cả theo Lan Lăng Vương về Bắc Tề.
Sau một số hiểu lầm với Lan Lăng Vương (do mẹ Lan Lăng Vương gây ra), Thanh Tỏa lại trở về phủ Đại Tư Không. Để thực hiện lời hứa với Tiên hoàng, cô giúp đỡ Vũ Văn Ung trừ gian thần Vũ Văn Hộ, lên ngôi hoàng đế. Qua bao nhiêu sóng gió, Vũ Văn Ung vì Nguyên Thanh Tỏa không tiếc hi sinh tính mạng, Nguyên Thanh Tỏa cũng dần nhận ra được tình cảm của mình dành cho Vũ Văn Ung.
Để bảo vệ Bắc Ngụy, Vũ Văn Ung của Đại Chu buộc phải lập công chúa Đột Quyết A Sử Na làm Hoàng hậu. Qua một chấn động về tâm lí, Thanh Tỏa nhớ lại mọi chuyện trong quá khứ, gặp Lan Lăng Vương và cùng anh trở về Bắc Tề. Vũ Văn Ung đem quân tiến đánh Bắc Tề giành lại người con gái mình yêu. Ở đây, 3 người cùng nhau mở Thiên La Địa Cung, lấy Thanh Loan Kính.
Trịnh Lạc Vân, hôn thê của Lan Lăng Vương đố kỵ với Thanh Tỏa nên đâm cô một dao. Trong lúc hấp hối, cô mới nói rằng người cô thực sự yêu là Vũ Văn Ung. Lan Lăng Vương đem cô và Thanh Loan Kính giao lại cho Vũ Văn Ung, bắt anh phải thề cả đời chỉ yêu một mình Nguyên Thanh Tỏa.
Thanh Tỏa quay về nước Chu cùng Vũ Văn Ung. Về phần Lan Lăng Vương, anh bị Bắc Tề Hậu Chủ Cao Vĩ ban rượu độc tội mưu phản (thật ra là vì tội không giao Thanh Loan Kính để Cao Vĩ thống nhất thiên hạ). Sau khi Lan Lăng Vương chết, Thanh Tỏa lại rời bỏ Vũ Văn Ung để tìm và chăm sóc cho mẹ Lan Lăng Vương vì niệm tình bà là sư phụ của mình (khi này đang phát điên).
4 năm sau khi Lan Lăng Vương chết, Vũ Văn Ung thống nhất Chu Tề. Trên đường dẫn quân thảo phạt Đột Quyết, ông lâm bệnh qua đời, nhưng cũng có người nói rằng Vũ Văn Ung trên đường gặp một cô gái xinh đẹp dắt theo một bà điên nên mượn cớ bệnh tật để đuổi theo cô gái đó...

## Diễn viên
| Tên diễn viên                    | Vai diễn                              | Giới thiệu tóm tắt |
| -------------------------------- | ------------------------------------- | --- |
| Trương Hàm Vận                   | Nguyên Thanh Tỏa / Đoạn Mộc Liên      | Hậu nhân duy nhất của gia tộc Đoạn Mộc, thanh mai trúc mã của Lan Lăng Vương. Bị mất trí nhớ và yêu Vũ Văn Ung. Sau khi nhớ lại, bị giằng xé giữa tình yêu với Lan Lăng Vương và Vũ Văn Ung. |
| Trần Dịch                        | Lan Lăng vương Cao Trường Cung        | Chiến thần của nước Tề, rất yêu Đoạn Mộc Liên nhưng nghĩ rằng cô đã chết. Nhiều lần cứu giúp và động lòng với Nguyên Thanh Tỏa nhưng chỉ coi cô là thế thân của Đoạn Mộc Liên. Sau chết vì bị ban rượu độc. |
| Bành Quán Anh                    | Đại Tư Không/Bắc Chu Vũ Đế Vũ Văn Ung | Đại Tư Không của nước Chu. Thông minh, đa tài, nhìn xa trông rộng nhưng luôn tỏ ra là một người phong lưu đa tình không màng thế sự. Bị ép phải lấy Nguyên Thanh Tỏa, ban đầu nghi ngờ, đề phòng cô. Sau dần động lòng yêu Nguyên Thanh Tỏa, nguyện vì cô hi sinh tất cả. |
| Vương Khiết Hy                   | Trịnh Lạc Vân                         | Hôn thê của Lan Lăng Vương, đệ nhất mỹ nữ Bắc Tề, biểu muội của Hộc Luật Quang. |
| Thẩm Kiến Hoằng                  | Vũ Văn Dục                            | Hoàng đế nước Chu, huynh trưởng của Vũ Văn Ung, tính tình nho nhã, có tình cảm đặc biệt với Thanh Tỏa. Hi sinh tính mạng để bảo vệ giang sơn Đại Chu, bảo vệ Vũ Văn Ung và Nguyên Thanh Tỏa. |
| Lâm Vỹ Thần                      | Vũ Văn Hộ                             | Đường huynh của Vũ Văn Ung, Đại Tể tướng lạm quyền của Bắc Chu. Sau bị Vũ Văn Ung và Nguyên Thanh Tỏa lập mưu giết chết. |
| Điền Lệ                          | Tử Mị / Nguyên thị                    | Mẹ của Lan Lăng Vương, sư phụ của Đoạn Mộc Liên và Đào Hoa, phu nhân của Vũ Văn Hộ, Huyền Vũ Hộ pháp của Thiên La Địa Cung. Rất yêu thương con, muốn Lan Lăng Vương tìm được Thanh Loan Kính, thống nhất thiên hạ. Lợi dụng Đoạn Mộc Liên và chia cắt cô với Lan Lăng Vương, đóng giả làm phu nhân của Vũ Văn Hộ để tìm kiếm Trấn Hồn Châu. Sau khi Lan Lăng Vương chết, hóa điên và được Đoạn Mộc Liên chăm sóc. |
| Trương Tử Văn                    | Hộc Luật Quang                        | Được xưng là "Lạc Điêu Đô Đốc", bạn thân của Lan Lăng Vương, biểu huynh của Trịnh Lạc Vân, danh tướng nước Tề. |
| Hoa Nghệ Hàm                     | Nhan Uyển                             | Xuất thân là tiểu thư cao quý, đồ đệ của Hương Vô Trần, yêu đơn phương Vũ Văn Ung, nhiều lần bày kế hãm hại Nguyên Thanh Tỏa. Sau chết trong Thiên La Địa Cung. |
| Trương Hiểu Thần / Tôn Chí Tường | Hương Vô Trần                         | Chu Tước Hộ pháp của Thiên La Địa Cung, bạn thân của Vũ Văn Ung, thích tiêu dao tự tại có 3 gương mặt (dịch dung thành). |
| Lưu Soái Lương                   | Gia Cát Vô Tuyết                      | Thanh Long Hộ pháp của Thiên La Địa Cung, thành chủ Thành Tiểu Xuân, hoàng thân nước Tề, có hôn ước với Đoạn Mộc Liên. Muốn chiếm đoạt Thanh Tỏa, hạ độc Vũ Văn Dục, hãm hại Lan Lăng Vương. Sau bị Lan Lăng Vương dùng Ly Thương Kiếm giết chết. |
| Triệu Tần                        | Diệu Vô Âm                            | Bạch Hổ Hộ pháp của Thiên La Địa Cung, trúng độc của Thanh Long Hộ pháp và bị Vũ Văn Hộ giết chết. |
| Phó Dĩnh                         | A Sử Na Công Chúa                     | Công chúa Đột Quyết, hoàng hậu của Vũ Văn Ung. |
| Đường Dư Manh                    | Đào Hoa                               | Đồ đệ của Tử Mị, thế thân của Huyền Vũ Hộ pháp, yêu Hương Vô Trần. Nhiều lần cứu mạng Nguyên Thanh Tỏa. Bị Diệu Vô Âm giết. |
| Doãn Kỳ                          | Bích Hương                            | A hoàn thân cận của Thanh Tỏa. |

## Nhạc phim
- Nhạc mở đầu: Bỉ ngạn - Đổng Trinh
- Nhạc kết: Đom đóm - Hoàng Duyệt